# David Babunski
Pour les articles homonymes, voir Babunski.
David Babunski, né le 1er mars 1994 à Skopje (Macédoine), est un footballeur macédonien qui joue au poste de milieu offensif. Il débute en équipe nationale de Macédoine le 14 août 2013.

## Biographie
Durant sa petite enfance, David Babunski mène une vie de globe-trotter car son père, Boban Babunski, est footballeur professionnel et change souvent de club. Ainsi, lorsqu'il a deux ans, David Babunski vit à Osaka (Japon) entre 1996 et 1998. Il vit ensuite en Grèce, en Espagne et en Belgique.
En 2006, David Babunski, alors âgé de 12 ans, rejoint La Masia, le centre de formation du FC Barcelone. En juillet 2013, il intègre la deuxième équipe du club, le FC Barcelone B, qui joue en deuxième division (Liga Adelante).
L'entraîneur Luis Enrique fait débuter David Babunski en équipe première du FC Barcelone le 19 juillet 2014 lors du Trophée Colombino face au Recreativo de Huelva (victoire 1 à 0). Quelques jours auparavant, David a obtenu la nationalité espagnole. 
Le 12 janvier 2016, il quitte le FC Barcelone où il ne parvient pas à s'imposer. Il rejoint l'Étoile rouge de Belgrade.
Le 30 janvier 2017, il s'engage avec le club japonais de Yokohama Marinos.
En 2018, il signe avec le club japonais de Omiya Ardija.
En mars 2020, il rejoint le club roumain du FC Botoșani.
En janvier 2021, il signe avec le FC Viitorul Constanța.

### En équipe nationale
Le 14 août 2013, il débute avec l'équipe nationale de Macédoine lors d'un match amical à Skopje contre la Bulgarie. Lorsqu'il entre sur le terrain à la 60e minute, le public se met à scander son nom car il est considéré comme le grand espoir de l'équipe de Macédoine. 
Le 10 septembre 2013, David Babunski est titularisé lors du match qualificatif pour la Coupe du monde de 2014 face à l'Écosse.
En novembre 2013, David Babunski et son frère cadet Dorian jouent ensemble pour la première fois avec l'équipe de Macédoine des moins de 21 ans lors de deux matchs qualificatifs pour le Championnat d'Europe. Le sélectionneur de l'équipe macédonienne est Boban Babunski, le père de David et Dorian.

## Palmarès
- Championnat de Serbie : 2016

## Famille
David Babunski est le fils de Boban Babunski, ancien joueur et entraîneur de football. David Babunski a un frère, Dorian Babunski, né en 1996, qui joue avec les juniors du Real Madrid.